# 杉村 (愛知県)
杉村（すぎむら）は、かつて愛知県西春日井郡にあった村である。
現在の名古屋市北区南西部の大杉町、杉村、杉栄町、中杉町、水切町などに該当する。

## 沿革
- 江戸時代末期、この地域は尾張国春日井郡・愛知郡であり、尾張藩領であった。
- 1876年（明治9年） -
- 1878年（明治11年） - 郡区町村編制法により、
  - 愛知郡名古屋村が、上名古屋村、下名古屋村と名古屋区の一部に分割される。
  - 春日井郡杉村の一部と蓮池新田が合併し、清水町が成立。
- 1880年（明治13年）2月5日 - 春日井郡が分割され、西春日井郡の所属となる。
- 1884年（明治17年）8月1日 - 清水町と連合戸長役場を設置。
- 1889年（明治22年）10月1日 - 西春日井郡杉村に愛知郡上名古屋村の一部が合併し、杉村となる。
- 1890年（明治23年）11月2日 - 清水町と町村組合を設置。
- 1921年（大正10年）8月22日 - 名古屋市西区に編入。同日杉村廃止。
- 1944年（昭和19年）2月11日 - 新設にともない、旧村域が北区の一部となる。

## 教育
村域に学校はなく、清水町杉村組合で清水尋常高等小学校 （現・名古屋市立清水小学校）を設置していた。

## 交通
- 名鉄瀬戸線（瀬戸電気鉄道）：尼ヶ坂駅